# Georg von Schuh

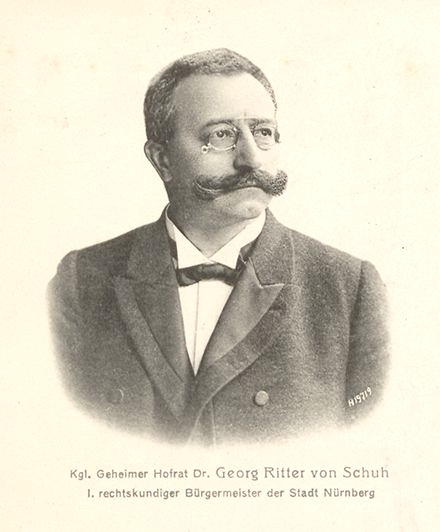
Georg von Schuh

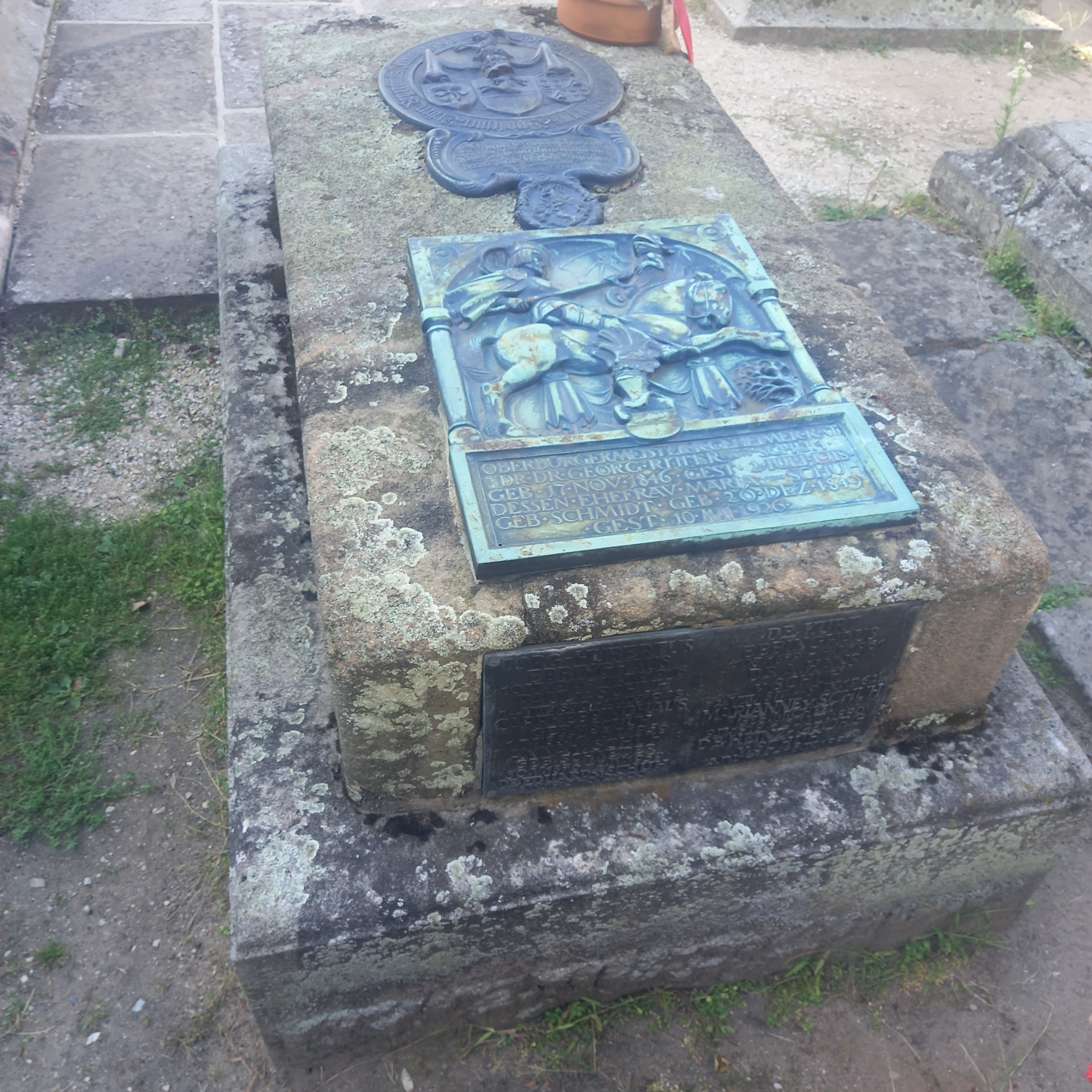
Das Grab von Georg von Schuh und seiner Ehefrau Maria geborene Schmidt auf dem Johannisfriedhof (Nürnberg)

(Johann) Georg Schuh, seit 1892 Ritter von Schuh (bayerischer Personaladel), (* 17. November 1846 in Fürth; † 2. Juli 1918 in Starnberg) war ein deutscher Lehrer, Jurist und Politiker. Von 1881 bis 1892 war er Erster Bürgermeister von Erlangen, von 1892 bis 1913 Erster Bürgermeister von Nürnberg und von 1889 bis 1893 liberaler (freisinniger) Abgeordneter in der Zweiten Kammer des Bayerischen Landtages.
Der Sohn eines Webers wuchs unter einfachen Verhältnissen auf und sollte zunächst Holzschnitzer werden. Weil er gute schulische Leistungen aufweisen konnte, erhielt er eine Ausbildung als Volksschullehrer, war jedoch nur kurz in diesem Beruf tätig. Nach dem Abitur 1868 am Gymnasium in Erlangen studierte Georg Schuh Rechtswissenschaft in München und Berlin. 1874 wurde er in Gießen promoviert; 1875 legte er das juristische Staatsexamen ab. 1878 trat er in die Nürnberger Stadtverwaltung als rechtskundiger Magistratsrat ein. 1888 wurde er 1. Bürgermeister der Stadt Erlangen, bis er 1892 als 1. Bürgermeister nach Nürnberg geholt wurde.
Er gilt als der führende Politiker, der aus dem aufstrebenden Nürnberg des 19. Jahrhunderts eine moderne Großstadt machte. In seiner Amtszeit als Bürgermeister wurden die alten Abwässerkanäle beseitigt, Straßen mit Pflaster versehen, neue Wasserleitungen gebaut, ferner öffentliche Bäder, ein Krankenhaus, ein Waisenhaus, neue Elektrizitäts- und Gaswerke, der Schlacht- und Viehhof, neue Schulhäuser und ein ‚vornehmes‘ Theater errichtet. Schuh hatte enge Beziehungen zu Prinzregent Luitpold, die es ihm ermöglichten, Mäzene wie beispielsweise den Hopfenhändler Ludwig Gerngroß, dem Finanzier des Künstlerhaus Nürnberg und des Neptunbrunnens, mit Titeln wie Ehrenbürger und Auszeichnungen wie der Goldenen Bürgermedaille zu ehren.
Von 1894 bis 1913 war er auch Mitglied im Landrath von Mittelfranken und amtierte von 1906 bis 1907 als dessen Präsident.
Im Jahr 1892 wurde Georg Schuh in den persönlichen Adels- und Ritterstand, 1913 in den erblichen Adel erhoben.
Bei all seinen Verdiensten gelang es ihm nicht, ein brauchbares Verhältnis mit der aufkommenden Sozialdemokratie herzustellen. Von Schuh stammt das Zitat: „Man möge sich wünschen, dass die sozialdemokratische Partei in die Lage komme, an der Verwaltung teilnehmen zu müssen, um zu zeigen, was sie besser machen kann.“ Seine eigene Partei, die „Freisinnigen“, brachte ihn 1913 zu Fall. Im Fränkischen Kurier vom 19. Juli 1913 veröffentlichte sie einen Hinweis, dass Schuh am 1. Oktober desselben Jahres zurücktreten werde. Er verstand den Wink und gab um seine Pension ein. Schuh zog sich nach Starnberg zurück, wo er 1918 starb.